# آی‌ان‌اس شارادا (پی ۵۵)
آی‌ان‌اس شارادا (پی ۵۵) (به انگلیسی: INS Sharada (P55)) یک کشتی است که طول آن 101 metres می‌باشد. این کشتی در سال ۱۹۹۰ ساخته شد.